# Conseil du peuple papou
Le Conseil du peuple papou, en indonésien Majelis Rakyat Papua ou MRP, est une institution de la province indonésienne de Papouasie en Nouvelle-Guinée. Ses membres sont des habitants autochtones de la province. 
D'un point de vue institutionnel, le Conseil a le même rang que le parlement provincial. Dans son chapitre V : "Forme et organisation administratives", la loi no. 21 de 2001 portant autonomie spéciale pour la province stipule que le fondement de l'administration de Papouasie consiste en 3 composantes :
1. Le Conseil représentatif du peuple de Papouasie, Dewan Perwakilan Rakyat Papua (DPRP, le parlement provincial), qui est l'organe législatif de la province,
2. L'autorité régionale ou Pemerintah Daerah (c'est-à-dire le gouverneur et sa structure administrative), qui en est l'organe exécutif,
3. Le Conseil du peuple papou, qui est l'institution représentative culturel des habitants autochtones de Papouasie.

Actuellement (2007), le président du Conseil du peuple papou est Agustinus Alua, ancien recteur de l'École de Théologie et de Philosophie Jaya Timur, et ses vice-présidents, Frans Wospakrik, ancien recteur de l'université Cendrawasih, et Hana Salomina Hikoyabi.

## Histoire
La création du Conseil doit notamment être située dans le contexte de la présence d'une forte population originaire des autres régions d'Indonésie, en particulier de "transmigran".
En 2002, on estimait à 75 200 le nombre de familles de transmigrants en Irian Jaya, soit environ 375 000 personnes.
1. ↑  personnes venues dans le cadre du programme de transmigrasi du gouvernement indonésien et originaire de régions surpeuplées d'Indonésie, en particulier l'île de Java
2. ↑  Sumule, Agus, “Protection and Empowerment of the Rights of Indigenous People of Papua (Irian Jaya) over Natural Resources under Regional Autonomy” in RMAP Working Papers, Australian National University, 2002